# Brephidium pseudofea
Brephidium pseudofea är en fjärilsart som beskrevs av Morrison 1874. Brephidium pseudofea ingår i släktet Brephidium och familjen juvelvingar. Inga underarter finns listade i Catalogue of Life.